# Ай-Ханум
Ай-Ханум (перс. آی‌خانم‎, узб. Oyxonim) — древний город Греко-Бактрийского царства, руины которого (до 
их уничтожения на рубеже XX и XXI веков) находились в афганистанском районе Дашти-Кала провинции Тахар, близ границы с Таджикистаном, на левом берегу реки Пяндж, у устья реки Кокча. Расположенные в 100 км друг от друга городища Ай-Ханум и Тахти-Сангин — важнейшие памятники эллинистической культуры в Центральной Азии.
Древнее (греческое) название города доподлинно неизвестно, хотя в прошлом его пытались отождествить с Александрией-на-Оксе (др.-греч. Ἀλεξάνδρεια ἡ ἐπὶ τοῦ Ὄξου).

## Структура
Структура греко-бактрийского города была продиктована геологическим строением материкового останца, состоящего из нескольких террас, в соответствии с которыми город делится на три части:
- Нижний город, на территории которого сосредоточены основные исследованные объекты:
  - Дворцовый комплекс
  - Гимнасий
  - Жилые дома
  - Героон Кинея (предположительно основателя города)
  - Храм-мавзолей
  - Арсенал
  - Главный храм — сооружение в вавилонском стиле с греческой статуей Зевса внутри
  - Театр — единственное сооружение подобного рода, открытое в Средней Азии
- Акрополь — верхний город, научно практически не исследовался
- Цитадель — небольшое укрепление в южном углу акрополя

На развалинах монументального здания эллинистического периода был построен обжигательный горн, когда город Ай-Ханум практически не существовал.

## История города
Уже в эпоху бронзового века на территории города существовало поселение. Раскопки показывают военное присутствие здесь Ахеменидов.
Превращение более ранних поселений в крупный городской центр датируется временем Селевка Никатора и относится к рубежу IV—III вв. до н. э. Расцвет города приходится на III—II вв. до н. э., когда были возведено большинство зданий. Разрушение города связывается с нашествием ираноязычных кочевых племён (вначале скифов-саков, затем тохаров, они же юэчжи) на Бактрию в середине II века до н. э. (около 135 года до н. э.). С тех пор город больше не восстанавливался.

## Изучение города
Открытие и исследование города связано с именем афганского короля Захир-Шаха, большого любителя древностей. Во время одного из путешествий короля по регионам страны представители местной администрации устроили для короля традиционную охоту на тигра, но, зная о исторических увлечениях Захир-шаха, обставили её так, чтобы маршрут лова проходил по территории, «…где из земли торчали каменные столбы». Король, естественно, обнаружил остатки древних строений и сообщил об этом Даниэлю Шлюмберже, занимавшему тогда пост директора Французской археологической миссии в Афганистане.
Шлюмберже со своим помощником Полем Бернаром выехали на место. Уже сам осмотр территории городища и характер подъёмного материала позволил говорить об уникальном открытии эллинистического города в глубинах Азии (1964 г.). Это открытие существенно изменило представления о характере и качественных характеристиках эллинистической культуры в Азии.

### Развенчание «бактрийского миража»
Ещё с XVIII в. европейским учёным были известны монеты высокого качества с удивительно искусно выполненными портретами греческих царей Бактрии. Однако зримых памятников бактрийской культуры, подобных Риму, афинскому Акрополю, или персидскому Персеполю, обнаружено не было.
Поэтому исследователи оперировали в основном материалами последующих эпох, реконструируя на их основе античную культуру Центральной Азии. Несмотря на огромное количество материалов кушанской эпохи, говорящих о устойчивой античной основе, отсутствие непосредственно эллинистических памятников (за исключением монет) представлялось досадным недоразумением. Особенно остро вопрос об эллинистической культуре Бактрии встал после неудачи с зондажами в Балхе, где эллинистические слои были либо частично скрыты из-за высокого уровня грунтовых вод, или же давали невыразительный материал, что побудило выдвинуть тезис о «бактрийском мираже» (Фуше в 1925 г.), говорящим о том, что Бактрия была слаборазвитой страной, монетные формы для которой делали приезжие греческие мастера, а античные мотивы в буддийских памятниках объяснялись римским влиянием. Более трезво мыслящие исследователи, среди которых особенно выделялся Д. Шлюмберже, предполагали, что отсутствие эллинистических памятников связано с плохой изученностью региона.
Однако ситуация усугублялась общей слабой изученностью эллинистических памятников Востока, что давало повод говорить о слабости греко-македонской колонизации и периферийном значении восточного региона в системе всей античной культуры. Но, как впоследствии оказалось, слабая изученность эллинистической культуры Востока была связана именно с греко-македонской колонизацией, так как большинство современных городов этого региона возникло именно в ту эпоху. Ай-Ханум был единственным крупным эллинистическим городом в Центральной Азии, сохранившимся в таком хорошем состоянии и давшим эталонные памятники эллинистической культуры мирового уровня.

### Планомерные исследования 1965—1978 гг.

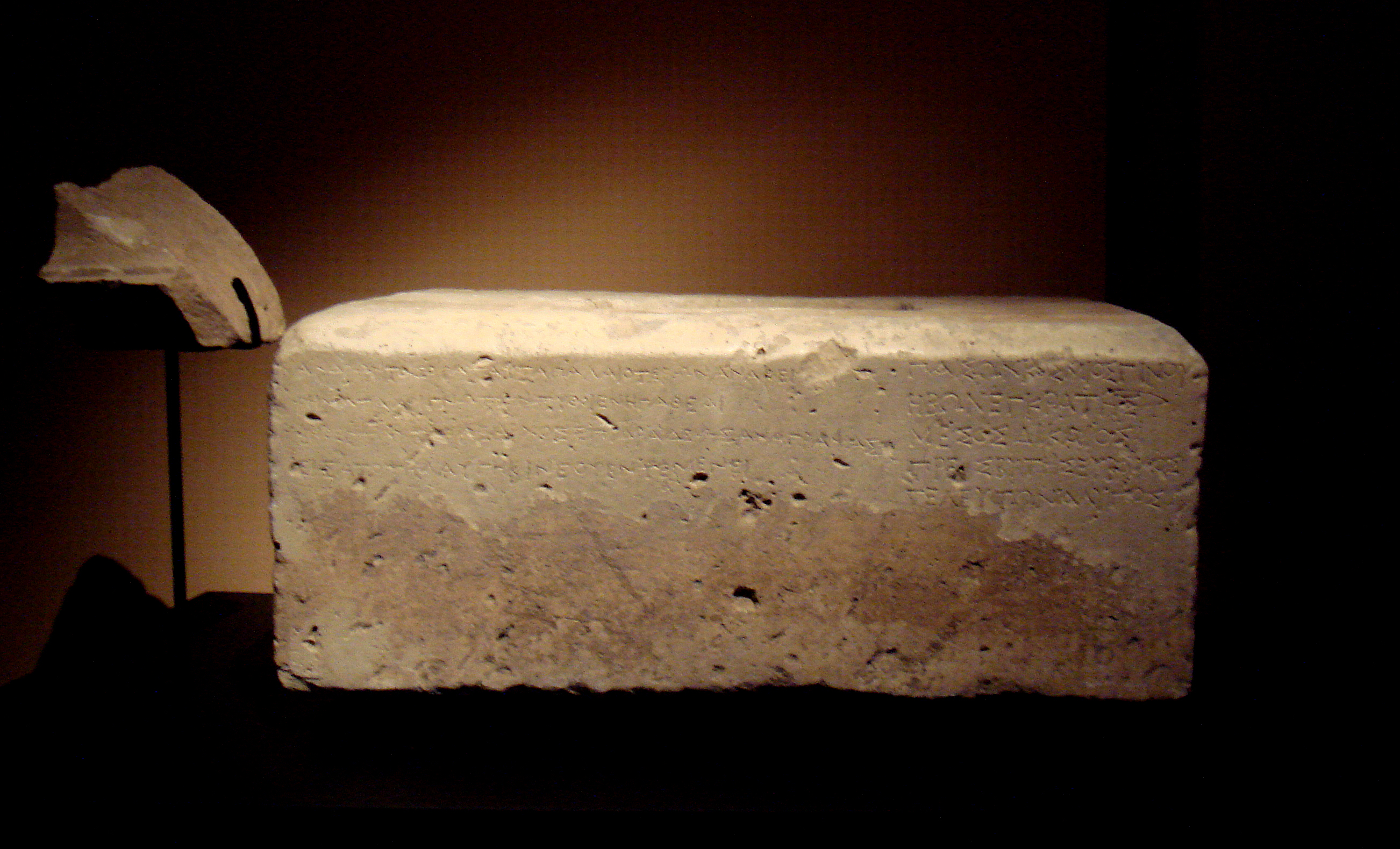
Стела, найденная в герооне Киния, на которой написаны дельфийские изречения и посвятительная эпиграмма

В том же 1964 г. Д. Шлюмберже выехал на повышение в Дамаск, осуществив мечту своей жизни — открыв настоящий эллинистический город в Центральной Азии.
С 1965 года началось планомерное исследование городища французскими археологами во главе с профессором П. Бернаром, ставшим главой миссии. Городище находилось непосредственно у советско-афганской границы, поэтому первые два года в раскопках принимали участие советские специалисты — в 1965 г. это были И. Т. Кругликова (специалист по греческим памятникам Причерноморья) и Б. А. Литвинский (от таджикской Академии Наук), в 1966 г. — Г. А. Кошеленко (крупный исследователь эллинизма, тогда только что завершивший кандидатскую диссертацию по культуре Парфии) и Р. М. Мунчаев.
Вплоть до 1978 г. были выявлены и исследованы основные здания и сооружения древнего города. Были исследованы: дворцовый комплекс с парадным двором, украшенным колоннадой коринфского ордера, обследованы кладовые и архив. Также исследован гимнасий очень крупных размеров. Возле дворца был обнаружен и раскопан героон Кинея — одного из ойкистов (основателей города). Рядом с ним было исследовано несколько зданий. В Ай-Ханум был открыт типично греческий театр, располагавшийся на склоне Акрополя. Также были исследованы фортификационные сооружения вавилонского типа — толстые стены из сырцового кирпича.
В Ай-Ханум были обнаружены «полуфабрикаты» дисков из бронзы для чеканки монет, слитки из серебра и золота, свинцовые гири и разновесы. Это говорит о том, что в городе был свой монетный двор.
Последние несколько лет исследовалась также и хора (под руководством Ж.-К. Гардэна) — земледельческая округа древнего города, позволившая выявить сеть сельских поселений и систему ирригационных сооружений, строительство которых, вероятно, было довольно трудоёмким и довольно дорогостоящим предприятием.

### Находки письменных источников

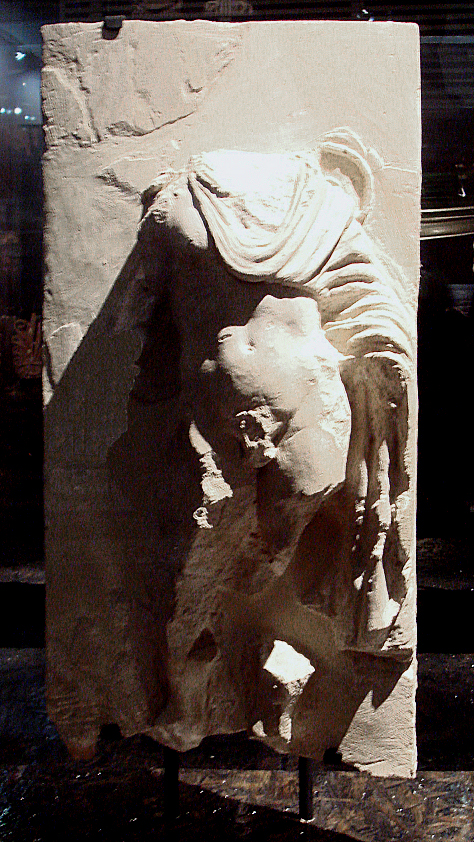
Юноша-воин в походном облачении. II век до н. э. Кабульский музей

О наличии традиционной эллинской духовной среды, воспитания, религии и философии в Бактрии красноречиво говорят находки письменных текстов в Александрии Оксианской.
Так, в городском гимнасии было найдено посвящение Гермесу и Гераклу, традиционное посвящение покровителям гимнасиев и палестр:
Τριβαλλός
και Στράτων
Στράτωνος
Ερμήι, Ηρακλεί
«Трибалл и Стратон, сын (сыновья?) Стратона, Гермесу и Гераклу». (Попов А. А. Греко-Бактрийское царство. — СПб., 2008. — С. 217.)
В погребальном герооне города на гробница ойкиста Киния был обнаружен остаток стелы с высеченным отрывком текста из Дельфийских максим — заповедей на каждый период жизни, приписываемых семи греческим мудрецам. Максимы были скопированы в храме в Дельфах и заложены здесь непосредственно философом-перипатетиком Клеархом Солийским — учеником Аристотеля.
Надпись гласит:
Ἀνδρῶν τοι σοφὰ ταῦτα παλαιοτέρων ἀνάκει[τα]ι  ῥήματα ἀριγνώτων Πυθοὶ ἐν ἠγαθέαι  ἔνθεν ταῦτ[α] Κλέαρχος ἐπιφραδέως ἀναγράψας  εἵσατο τηλαυγῆ Κινέου ἐν τεμένει.
«Эти мудрые заповеди древних людей —
Слова известных мыслителей — посвящаются
В святом Пифийском храме
Откуда Клеарх, скопировав их осторожно, поставил их, сверкая издалека, в святилище Кинии».
И далее приведены заповеди 143—147: 
Παῖς ὢν κόσμιος γίνου,  ἡβῶν ἐγκρατής,  μέσος δίκαιος,  πρεσβύτης εὔβουλος,  τελευτῶν ἄλυπος.
«В детстве учись благопристойности.
В юности — управлять страстями.
В зрелости — справедливости.
В старости — быть мудрым советчиком.
Умри без сожалений». (Попов А. А. Греко-Бактрийское царство. — СПб., 2008. — С.  217—218).
Помимо этого, в дворцовой библиотеке Александрии на Оксе, археологи обнаружили на глиняном полу уникальную находку — отпечаток небольшого папирусного отрывка из философского текста послеплатонического круга. Теперь этот отрывок идентифицирован как часть диалога Аристотеля «Софист». (Попов А. А. Греко-Бактрийское царство. — СПб., 2008. — С. 166, 210, 215—216).

## Уничтожение городища
После сворачивания работ в 1978 году на городище орудовали местные жители, искавшие несметные сокровища, якобы погребённые под руинами древнего города. Культурному слою уникального памятника был нанесён непоправимый вред — грабительские раскопки велись путём рытья ям в хаотичном порядке по всей территории городища, создавших характерную «рябь» рельефа, видимую даже на космических фотографиях Google Maps. По словам доктора исторических наук А. С. Балахванцева:
Когда в начале 2000-х гг. наши французские коллеги смогли попасть на территорию Ай-Ханума, они убедились, что город безвозвратно погиб. Каждый из местных жителей получал участочек и рыл на нём ямки, пытаясь найти там ценности, которые можно продать. Культурный слой уничтожен, и пейзаж теперь похож на лунный.